# International Women of Courage Award

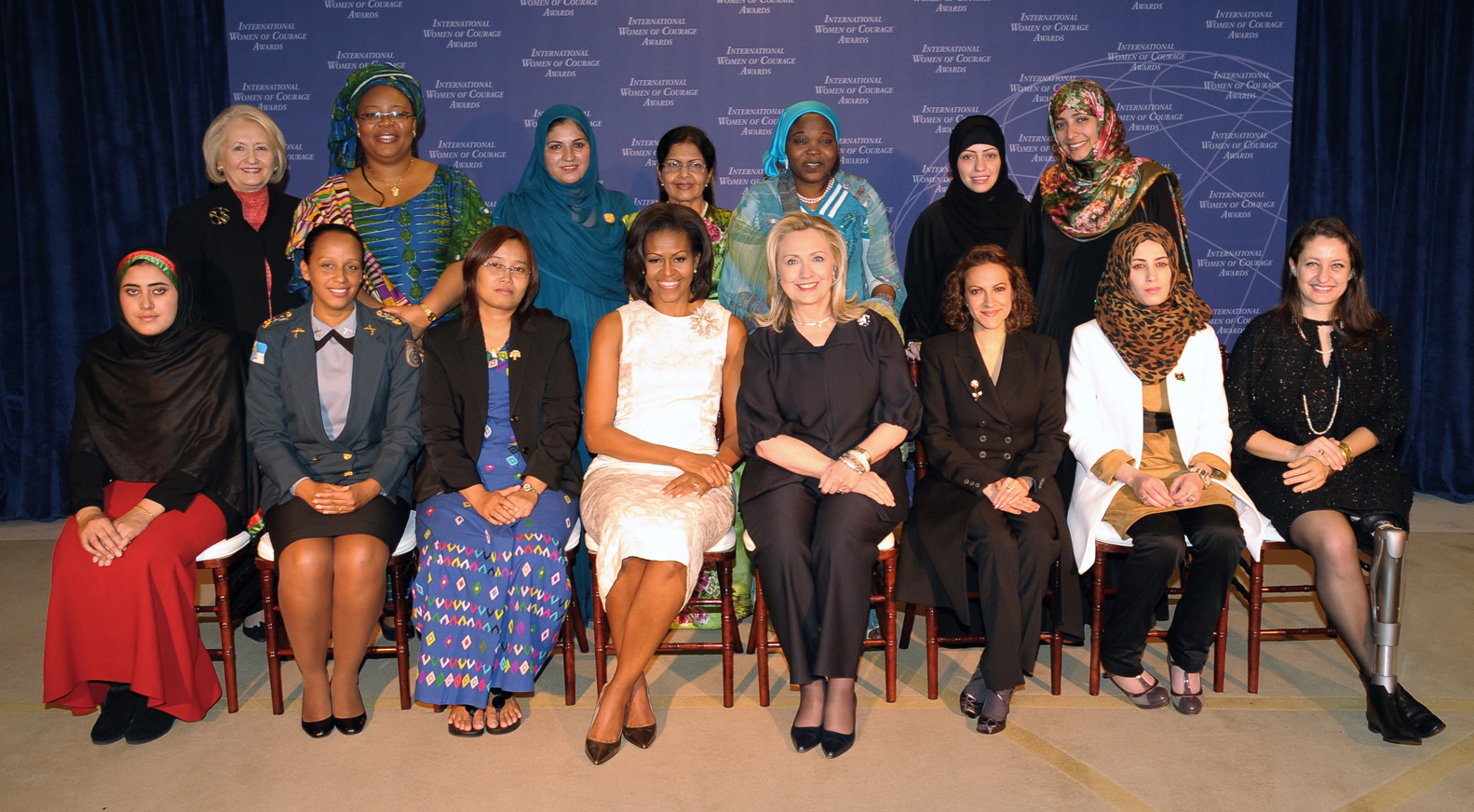
Michelle Obama och Hillary Clinton omgivna av mottagarna av International Women of Courage Award 2012.

International Women of Courage Award är en amerikansk utmärkelse som årligen delas ut av USA:s utrikesdepartement. Priset delas ut till kvinnor världen runt som har visat ledarskap, mod och främjat kvinnors rättigheter. Priset instiftades 2007 av dåvarande utrikesministern Condoleezza Rice och det delas ut varje år på Internationella kvinnodagen 8 mars. Alla amerikanska ambassader har möjlighet att nominera en kandidat.

## Mottagare
2007
- Jennifer Louise Williams, Zimbabwe
- Siti Musdah Mulia, Indonesien
- Ilze Jaunalksne, Lettland
- Samia al-Amoudi, Saudiarabien
- Mariya Ahmed Didi, Maldiverna
- Susana Trimarco de Veron, Argentina
- Aziza Siddiqui, Afghanistan
- Sundus Abbas, Irak
- Shatha Abdul Razzak Abbousi, Irak
- Mary Akrami, Afghanistan

2008
- Suraya Pakzad, Afghanistan
- Virisila Buadromo, Fiji
- Eaman al-Gobory, Irak
- Valdete Idrizi, Kosovo
- Begum Jan, Pakistan
- Nibal Thawabteh, Palestina
- Cynthia Bendlin, Paraguay
- Farhiyo Farah Ibrahim, Somalia

2009
- Mutabar Tadjibayeva, Uzbekistan
- Ambiga Sreenevasan, Malaysia
- Wazhma Frogh, Afghanistan
- Norma Cruz, Guatemala
- Suaad Allami, Irak
- Hadizatou Mani, Niger
- Veronika Martjenko, Ryssland
- Reem Al Numery, Jemen

2010
- Shukria Asil, Afghanistan
- Shafiqa Quraishi, Afghanistan
- Androula Henriques, Cypern
- Sonia Pierre, Dominikanska republiken
- Shadi Sadr, Iran
- Ann Njogu, Kenya
- Lee Ae-ran, Sydkorea
- Jansila Majeed, Sri Lanka
- Marie Claude Naddaf, Syrien
- Jestina Mukoko, Zimbabwe

2011
- Maria Bashir, Afghanistan
- Henriette Ekwe Ebongo, Kamerun
- Guo Jianmei, Kina
- Eva Abu Halaweh, Jordanien
- Marisela Morales Ibañez, Mexiko
- Ágnes Osztolykán, Ungern
- Roza Otunbajeva, Kirgizistan
- Ghulam Sughra, Pakistan
- Yoani Sanchez, Kuba
- Nasta Palazjanka, Belarus

2012
- Aneesa Ahmed, Maldiverna
- Zin Mar Aung, Myanmar
- Samar Badawi, Saudiarabien
- Shad Begum, Pakistan
- Maryam Durani, Afghanistan
- Pricilla de Oliveira Azevedo, Brasilien
- Hana Elhebshi, Libyen
- Jineth Bedoya Lima, Colombia
- Şafak Pavey, Turkiet
- Hawa Abdallah Mohammed Salih, Sudan
- Gabi Calleja, Malta

2013
- Malalai Bahaduri, Afghanistan
- Tsering Woeser, Kina
- Julieta Castellanos, Honduras
- Jyoti Singh, Indien
- Josephine Obiajulu Odumakin, Nigeria
- Jelena Milasjina, Ryssland
- Fartuun Adan, Somalia
- Razan Zaitouneh, Syrien
- Tạ Phong Tần, Vietnam

2014
- Nasrin Oryakhil, Afghanistan
- Roshika Deo, Fiji
- Rusudan Gotsiridze, Georgien
- Iris Yassmin Barrios Aguilar, Guatemala
- Laxmi Agarwal, Indien
- Fatimata Touré, Mali
- Maha Al Muneef, Saudiarabien
- Ojnihol Bobonazarova, Tadzjikistan
- Ruslana Lyzjytjko, Ukraina
- Beatrice Mtetwa, Zimbabwe

2015
- Niloofar Rahmani, Afghanistan
- Nadia Sharmeen, Bangladesh
- Rosa Julieta Montaño Salvatierra, Bolivia
- May Sabe Phyu, Myanmar
- Emilie Béatrice Epaye, Centralafrikanska republiken
- Marie Claire Tchecola, Guinea
- Sayaka Osakabe, Japan
- Arbana Xharra, Kosovo
- Tabassum Adnan, Pakistan
- Majd Izzat al-Chourbaji, Syrien

2016
- Sara Hossain, Bangladesh
- Debra Baptist-Estrada, Belize
- Ni Yulan, Kina
- Latifa Ibn Ziaten, Frankrike
- Thelma Aldana, Guatemala
- Nagham Nawzat, Irak
- Nisha Ayub, Malaysia
- Fatimata M’Baye, Mauretanien
- Zjanna Nemtsova, Ryssland
- Zuzana Števulová, Slovakien
- Awadeya Mahmoud, Sudan
- Vicky Ntetema, Tanzania
- Rodjaraeg Wattanapanit, Thailand
- Nihal Naj Ali al-Awlaqi, Jemen

2017
- Sharmin Akter, Bangladesh
- Malebogo Molefhe, Botswana
- Natalia Ponce de Leon, Colombia
- Rebecca Kabugho, Kongo-Kinshasa
- Jannat Al Ghezi, Irak
- Major Aichatou Ousmane Issaka, Niger
- Veronica Simogun, Papua Nya Guinea
- Cindy Arlette Contreras Bautista, Peru
- Sandya Eknelygoda, Sri Lanka
- Syster Carolin Tahhan Fachakh, Syrien
- Saadet Özkan, Turkiet
- Nguyễn Ngọc Như Quỳnh, Vietnam
- Fadia Najeeb Thabet, Jemen

2018
- L’Malouma Said, Mauretanien
- Godeliève Mukasarasi, Rwanda
- Sirikan Charoensiri, Thailand
- Feride Rushiti, Kosovo
- Maria Elena Berini, Italien
- Aliyah Khalaf Saleh, Irak
- Roya Sadat, Afghanistan
- Ajman Umarova, Kazakstan
- Aura Elena Farfán, Guatemala
- Julissa Villanueva, Honduras

2019
- Razia Sultana, Bangladesh
- Naw K’nyaw Paw, Myanmar
- Moumina Houssein Darar, Djibouti
- Maggie Gobran, Egypten
- Orla Treacy, Irland
- Khalida Khalaf Hanna Al-Twal, Jordanien
- Olivera Lakić, Montenegro
- Flor de Maria Vega Zapata, Peru
- Marini de Livera, Sri Lanka
- Anna Aloys Henga, Tanzania

2020
- Zarifa Ghafari, Afghanistan
- Ljusi Kotjarjan, Armenien
- Şähla Hümbätova, Azerbajdzjan
- Ximena Galarza, Bolivia
- Claire Ouedraogo, Burkina Faso
- Sayragul Sauytbay, Kina
- Susanna Liew, Malaysia
- Amaya Coppens, Nicaragua
- Jalila Haider, Pakistan
- Amina Khoulani, Syrien
- Yasmin al Qadhi, Jemen
- Rita Nyampinga, Zimbabwe

2021
- Maryja Kalesnikava, Belarus
- Phyoe Phyoe Aung, Myanmar
- Maximilienne C. Ngo Mbe, Kamerun
- Wang Yu, Kina
- Mayerlis Angarita, Colombia
- Julienne Lusenge, Kongo-Kinshasa
- Erika Aifan, Guatemala
- Shohreh Bayat, Iran
- Muskan Khatun, Nepal
- Zahra Mohamed Ahmad, Somalia
- Alicia Vacas Moro, Spanien
- Ranitha Gnanarajah, Sri Lanka
- Canan Gullu, Turkiet
- Ana Rosario Contreras, Venezuela

2022
- Rizwana Hasan (Bangladesh)
- Simone Sibilio do Nascimento (Brasilien)
- Ei Thinzar Maung (Myanmar)
- Josefina Klinger Zúñiga (Colombia)
- Taif Sami Mohammed (Irak)
- Facia Boyenoh Harris (Liberia)
- Najla Mangoush (Libyen)
- Doina Gherman (Moldavien)
- Bhumika Shrestha (Nepal)
- Carmen Gheorghe (Rumänien)
- Roegchanda Pascoe (Sydafrika)
- Phạm Đoan Trang (Vietnam)

2023
- Zakira Hekmat (Afghanistan)
- Alba Rueda (Argentina)
- Danièle Darlan (Centralafrikanska republiken)
- Doris Ríos (Costa Rica)
- Meaza Mohammed (Etiopien)
- Hadeel Abdel Aziz (Jordanien)
- Bakhytzhan Toregozhina (Kazakstan)
- Datuk Ras Adiba Radzi (Malaysia)
- Bolor Ganbold (Mongoliet)
- Bianka Zalewska (Polen)
- Julija Pajevska (Ukraina)
- Ett hederspris delades även ut till de kvinnor och flickor som demonstrerar i Iran till följd av Mahsa Aminis död.

2024
- Benafsha Yaqoobi (Afghanistan)
- Fawzia Karim Firoze (Bangladesh)
- Volha Harbunova (Belarus)
- Ajna Jusić (Bosnien och Hercegovina)
- Myintzu Win (Myanmar)
- Marta Beatriz Roque (Kuba)
- Fátima Corozo (Ecuador)
- Fatou Baldeh (Gambia)
- Fariba Balouch (Iran)
- Rina Gonoi (Japan)
- Rabha El Haymar (Marocko)
- Agather Atuhaire (Uganda)

2025
- Henriette Da (Burkina Faso)
- Amit Soussana (Israel)
- Major Velena Iga (Papua Nya Guinea)
- Angelique Songco (Filippinerna)
- Georgiana Pascu (Rumänien)
- Zabib Musa Loro Bakhit (Sydsudan)
- Namini Wijedasa (Sri Lanka)
- Amat Al-Salam Al-Hajj (Jemen)
- Ett hederspris delades även ut till "Women Student Protest Leaders of Bangladesh".